# Бразов Леонід Петрович
Бразов Леонід Петрович (справжнє прізвище — Безобразов; нар. 9 листопада 1916, с. Велике Ладижине, Полтавська губернія — пом. 4 квітня 1997) — український письменник. Член Національної спілки письменників України (з 1965 року).

## Біографія
Леонід Петрович Безобразов народився 9 листопада 1916 року в селі Велике Ладижине Полтавської губернії, у сім'ї селянин Михайла Сидоровича Дудченка та Софії Купріянівни (до шлюбу — Арсененко). 1919 року батько помер від тифу, а матір, забравши двох синів, переїхала до брата в Полтаву. Там вона одружилася вдруге із Петром Лаврентійовичем Безобразовим. Петро Безобразов усиновив молодшого хлопця, і виховував його як рідного.
Леонід Безобразов закінчив школу-семирічку у Полтаві, потім фабрично-заводське училище (фабзавуч). Після цього працював слюсарем на турбомеханічному заводі. Згодом став студентом робітничого факультету, а по його закінченні — першокурсником інженерно-будівельного інституту. 1936 року поступив на філологічний факультет учительського інституту, який тоді був складовою структурою Полтавського педінституту.

### Арешт та ув'язнення
У 1937–1938 роках з Полтавського педінституту було «вичищено» як «коріння ворожої агентури» близько 40 викладачів і студентів. 3 квітня 1938 р. заарештували і Л. Безобразова як учасника «контрреволюційної троцькістської організації». У в'язниці він пробув майже одинадцять місяців. У грудні 1938 року у вищому керівництві НКВС відбулися зміни (замість М. Єжова прийшов Л. Берія), яке супроводжувалося тимчасовим послабленням терору, а також переглядом справ заарештованих за політичними мотивами. 15 лютого 1939 року кримінальну справу проти Л. Безобразова було закрито.
Того ж року він екстерном закінчив інститут і, отримавши диплом учителя, почав працювати учителем російської мови та літератури в Новоіванівській школі Амвросіївського району Донецької області.

### Друга світова війна
1941 року Л. Безобразов пішов на фронт добровольцем. З червня 1941 по травень 1942 років він брав участь в оборонних боях на Південно-Західному фронті. Після того він був командиром вогневого взводу 24-ї стрілецької дивізії 50-го артполку. Леонід Безобразов брав участь у боях Сталінградського фронту, у визвольних боях за Крим, визволенні Литви. У боях під Кенігсбергом він підірвався на протипіхотній міні, втративши стопу правої ноги. Йому зробили сім операцій з поступовою ампутацією аж до колінного суглоба.
На фронті Леонід Безобразов дописував у фронтові газети, тоді ж виникнув псевдонім Леонід Бразов.
У травні 1945 року його було демобілізовано і він повернувся у Полтаву. Леоніда Бразова було нагороджено орденами Великої Вітчизняної війни першого та другого ступенів, Червоної Зірки, медалями «За оборону Сталінграда», «За перемогу над Німеччиною у Великій Вітчизняній війні 1941—1945 рр.» та інші.

### Післявоєнний час
Повернувшись у Полтаву він став штатним співробітником газети «Зоря Полтавщини», також працював деякий час редактором обласного радіо, а з 1964 року займався літературною діяльністю. Леонід Бразов очолював книжково-газетне видавництво, був фундатором молодіжної газети «Комсомолець Полтавщини». З 1965 він був членом Спілки письменників. Л. Бразов підтримував дружні стосунки з такими письменниками, як Павло Усенко, Іван Цюпа, Олександр Ковінька, Тарас Нікітін, Михайло Казидуб, Іван Гальчук, Лариса Хоролець та інші.
Перша книга Л. Бразова «Вірне серце» була написана під враженням пережитого на війні і опублікована 1961 року. Всього він видав 21 книгу прози. Серед них — «На початку шляху», «Третя зустріч», «Перший гарт», «Вікна навстіж», «Фортеця» та інші.
Помер Л. П. Бразов 4 квітня 1997 року.

## Посмертне вшанування
Улітку 1998 року за проектом архітектора Михайла Калініна і художниці Тетяни Кусайло на могилі Л. П. Бразова та його дружини було споруджено пам'ятник з рожевого граніту на Алеї почесних поховань міського кладовища (по вулиці Фрунзе). Висота пам'ятника — 2,1 м.
9 листопада 1998 року на фасаді будинку по вулиці Леніна, 11/21, було урочисто відкрито меморіальну дошку письменнику (М. Калінін, Т. Кусайло).
З 2007 року щороку вручається Полтавська обласна премія імені Леоніда Бразова. Вона присуджується за досягнення в галузі сучасної української літератури. Здійснює вручення премії імені Леоніда Бразова на урочистостях в День української писемності і мови голова обласної ради.